# Paradecetia myra
Paradecetia myra är en fjärilsart som beskrevs av Swinhoe 1902. Paradecetia myra ingår i släktet Paradecetia och familjen Uraniidae. Inga underarter finns listade i Catalogue of Life.